# Каневський Арон Мойсейович
Каневський Арон Мойсейович (1920—2000) — радянський режисер-документаліст, сценарист. Кавалер Ордена Червоної Зірки, нагороджений медалями.

## Життєпис
Народився 24 грудня 1920 в м. Харкові в робітничій родині. 1941 року закінчив Харківський автодорожній інститут.
Учасник нацистсько-радянської війни.
Закінчив Всесоюзний заочний політехнічний інститут (1949).
Працював у газетах і журналах, старшим редактором, режисером Харківської студії телебачення. Був членом Спілки кінематографістів УРСР.
1971—1991 рр. — режисер Ленінградської студії документальних фільмів (стрічки «Море наше, наша земля» (1981), «Старше покоління» (1981), «Простір любові» (1990) та ін.).
Емігрував у 1991 р. до США.

## Фільмографія
Автор сценаріїв документальних стрічок:
- «„Маяк“ вказує шлях» (1961),
- «Могутня сила» (1962),
- «Для життя» (1964),
- «Живе людина на околиці» (1966, Диплом Спілки кінематографістів СРСР на І Всесоюзному фестивалі телевізійних фільмів у Києві),
- «Революція продовжується» (у співавт., 1967, Диплом Спілки журналістів СРСР на II Всесоюзному фестивалі телевізійних фільмів у Москві),
- «Шинов та інші» (у співавт., 1967. Приз журі і Спілки кінематографістів СРСР на II Всесоюзному фестивалі телевізійних фільмів у Москві) тощо.

Поставив телефільми:
- «Шевченково — край студентський» (1968),
- «День другого народження» (1968),
- «Ми — Харків» (1970),
- «Сторінка біографії» (1970),
- «2x2 = X» (1970, Приз журі і Диплом на IV Всесоюзному фестивалі телевізійних фільмів у Мінську),
- «Історія однієї ідеї» (1971) та ін.